# جان ون تونگرن
جان ون تونگرن (انگلیسی: John Van Tongeren) موسیقی‌دان و آهنگساز اهل ایالات متحده آمریکا است که بابت نقش‌آفرینی‌هایش برندۀ جوایز متعددی از جمله جایزۀ امی دی‌تایم و جایزه جمینی شد.
از فیلم‌ها یا مجموعه‌های تلویزیونی که وی در آن‌ها نقش داشته‌است، می‌توان به برنامه حفاظت از پرنسس و ون هلسینگ: مأموریت لندن اشاره نمود.